# Tour della nazionale maschile di rugby a 15 della Francia 2008
Nel periodo tra le edizioni della Coppa del Mondo di rugby del 2007 e del 2011, la Francia, nazionale di rugby a 15, si è recata o si recherà varie volte in tour oltremare.
Nel 2008, due selezioni francesi si sono recate all'estero. La squadra nazionale ha visitato l'Australia, mentre la selezione degli "Amateurs" (giocatori delle serie semiprofessionistiche) ha visitato Ucraina e Russia.

## In Australia (prima squadra)
Nel periodo tra le edizioni della Coppa del Mondo di rugby del 2007 e del 2011, la Francia, nazionale di rugby a 15, si è recata varie volte in tour oltremare.
Pesantissime sconfitte per la Francia in Australia. I francesi arrivano senza molti giocatori impegnati nelle finali del campionato francese. Questo scatena le proteste ufficiali della federazione australiana all'International Rugby Board. In campo due pesanti sconfitte per gli uomini di Marc Lièvremont
| Arbitro: | Marius Jonker |

| |            | |
| mete: Giteau 36', Sharpe 42' Elsom 46' Mortlock 60' trasf.: Giteau (4) c.p.: Giteau (2) 19' 50' | Marcatori  | mete: Palisson 64 trasf.: Trinh-Duc c.p.: Yachvili (2) 21' 40' |
| 15 Cameron Shepherd 14 Peter Hynes, 11 Lote Tuqiri 13 Stirling Mortlock (c), 12 Berrick Barnes 10 Matt Giteau, 9 Luke Burgess 8 Wycliff Palu, 7 George Smith, 6 Rocky Elsom 5 Nathan Sharpe, 4 James Horwill 3 Alastair Baxter, 2 Stephen Moore, 1 Benn Robinson sostituti: 16 Adam Freier, 17 Ben Alexander 18 Dean Mumm, 19 Phil Waugh 20 Sam Cordingley, 21 Ryan Cross, 22 Adam Ashley-Cooper | Formazioni | 15 Pepito Elhorga 14 Alexis Palisson, 11 Benjamin Thiery 13 Francois Trinh-Duc, 12 Damien Traille 10 Benjamin Boyet, 9 Dimitri Yachvili 8 Louis Picamoles, 7 Imanol Harinordoquy, 6 Fulgence Ouedraogo 5 Lionel Nallet (c), 4 Sebastien Chabal 3 Benoit Lecouls, 2 Sebastien Bruno, 1 Lionel Faure sostituti: 16 Benjamin Kayser, 17 Renaud Boyoud 18 David Couzinet, 19 Matthieu Lievremont 20 Sebastien Tillous-Borde, 21 Thibault Lacroix, 22 David Janin |

| Arbitro: | Paul Honiss |

| |            | |
| mete: Hynes 6', Horwill 36' >br/>Cross (2) 58' 67' trasf.: Giteau (4) c.p.: Giteau 4', 16', 24', 30' | Marcatori  | mete: Trinh-Duc 79' trasf.: Yachvili c.p.: Trinh-Duc 40' |
| 15 Adam Ashley-Cooper 14 Peter Hynes, 11 Lachie Turner 13 Stirling Mortlock (c), 12 Berrick Barnes 10 Matt Giteau, 9 Luke Burgess 8 Stephen Hoiles, 7 Phil Waugh, 6 Rocky Elsom 5 Dean Mumm, 4 James Horwill 3 Alastair Baxter, 2 Stephen Moore, 1 Benn Robinson sostituti: 16 Adam Freier, 17 Ben Alexander 18 Hugh McMeniman, 19 George Smith 20 Sam Cordingley, 21 Ryan Cross, 22 Cameron Shepherd | Formazioni | 15 Benjamin Thiery 14 Alexis Palisson, 11 David Janin 13 Maxime Mermoz, 12 Thibault Lacroix 10 Francois Trinh-Duc, 9 Sebastien Tillous-Borde 8 Imanol Harinordoquy, 7 Fulgence Ouedraogo, 6 Matthieu Lievremont 5 Lionel Nallet (c), 4 Sebastien Chabal 3 Renaud Boyoud, 2 Sebastien Bruno, 1 Pierre Correia sostituti: 16 Benjamin Kayser, 17 Benoit Lecouls 18 Benjamin Boyet 65, 19 Louis Picamoles 20 Yannick Caballero, 21 Dimitri Yachvili, 22 Jean-Baptiste Peyras-Loustalet |

## France Amateurs in Europa dell'Est
Una selezione francese dei migliori giocatori delle leghe semiprofessionistiche visita Russia ed Ucraina
| Kiev 31 agosto 2008 | Ucraina | 0 – 42 | Francia Amateurs |  |

| Mosca 5 settembre 2008 | Russia | 28 – 19 | Francia Amateurs |  |